# 水溶紙
水溶紙（すいようし）とは、紙の一種。

## 概要
化学パルプから製造したカルボキシメチルセルロース（CMC）を化学パルプと混ぜて抄いて、その後アルカリ処理して水に溶けやすくしたものである。水に浸けると、またたく間に溶解する。通常は灯籠流しで用いる灯籠や流し雛の材料として使われる。
1970年代後半より日本の新左翼は重要事項を書き記すために水溶紙を使用するようになった。捜索の際に、トイレに流したりして証拠隠滅を図るのが目的である。